# New Zealand Ice Hockey League 2011
Die Saison 2011 ist die siebte Spielzeit der New Zealand Ice Hockey League, der höchsten neuseeländischen Eishockeyspielklasse. Meister wurde zum insgesamt vierten Mal in der Vereinsgeschichte Botany Swarm.

## Modus
In der regulären Saison absolviert jede der fünf Mannschaften insgesamt 16 Spiele. Die beiden bestplatzierten Mannschaften qualifizieren sich für das Meisterschaftsfinale. Für einen Sieg nach regulärer Spielzeit erhält jede Mannschaft drei Punkte, für einen Sieg nach Overtime zwei Punkte, für ein Unentschieden und eine Niederlage nach Overtime einen Punkt und für eine Niederlage nach der regulären Spielzeit null Punkte.

## Reguläre Saison

### Tabelle
|    | Klub                   | Sp | S  | OTS | U | OTN | N  | Tore   | Punkte |
| -- | ---------------------- | -- | -- | --- | - | --- | -- | ------ | ------ |
| 1. | Botany Swarm           | 16 | 12 | 0   | 1 | 1   | 3  | 94:44  | 37     |
| 2. | Southern Stampede      | 16 | 11 | 0   | 0 | 1   | 5  | 87:63  | 33     |
| 3. | Canterbury Red Devils  | 16 | 10 | 1   | 2 | 1   | 4  | 77:62  | 33     |
| 4. | Dunedin Thunder        | 16 | 3  | 2   | 2 | 0   | 11 | 78:108 | 13     |
| 5. | West Auckland Admirals | 16 | 1  | 0   | 1 | 1   | 14 | 51:110 | 4      |

## Finale
- Botany Swarm – Southern Stampede 5:3